# Greens Norton
Greens Norton is een civil parish in het bestuurlijke gebied South Northamptonshire, in het Engelse graafschap Northamptonshire met 1526 inwoners.